# میو مثو
مِیو جین مِثو (انگلیسی: Mayo Methot؛ ۳ مارس ۱۹۰۴ – ۹ ژوئن ۱۹۵۱) یک هنرپیشه اهل ایالات متحده آمریکا بود.